# Valbeřice
Valbeřice jsou zaniklá vesnice ve správním území obce Malá Morava. Stávaly na jižním svahu rozsochy Králického Sněžníku, nad silnicí z Králík do Hanušovic. Na místě vesnice stojí tři stavení, žádné ale není obydlené.

## Historie
V roce 1791 byl rozparcelován vrchnostenský hospodářský dvůr patřící obci Vojtíškov. Na pozemních vznikla osada Walbergsdorf, kolem roku 1834 měla dvacet domů a sto obyvatel. Osadníci se živili pastevectvím a drobným zemědělským hospodařením, často také pracovali v lese. Po roce 1906 se obci začalo říkat Vlaské. Vzhledem k tomu, že stejnojmenná osada ležela tři kilometry daleko, došlo k mnoha historickým nepřesnostem. Nakonec se úřady vrátily ke jménu Valbeřice. Před druhou světovou válkou v osadě žilo 95 obyvatel. Po válce byly Valbeřice vysídleny a téměř zcela srovnány se zemí.
Výše na svahu Sviní hory stála kolonie Krondörfl, ze které zůstal jeden dům. Před válkou v ní žilo 67 obyvatel ve třinácti domech. Po válce v ní zůstala údajně jedna obydlená chalupa.

## Obyvatelstvo
|           | 1869 | 1880 | 1890 | 1900 | 1910 | 1921 | 1930 | 1950 |
| --------- | ---- | ---- | ---- | ---- | ---- | ---- | ---- | ---- |
| Obyvatelé | 96   | 101  | 104  | 112  | 111  | 101  | 93   | 53   |
| Domy      | 20   | 20   | 21   | 21   | 20   | 20   | 20   | —    |

## Obecní správa
Při sčítání lidu v letech 1869 a 1880 byly Valbeřice osadou obce Vojtíškov. Roku 1890 nebyly jako osada uvedeny a při sčítáních v letech 1900–1930 byly opět osadou Vojtíškova.